# Dzong de Nagartsé

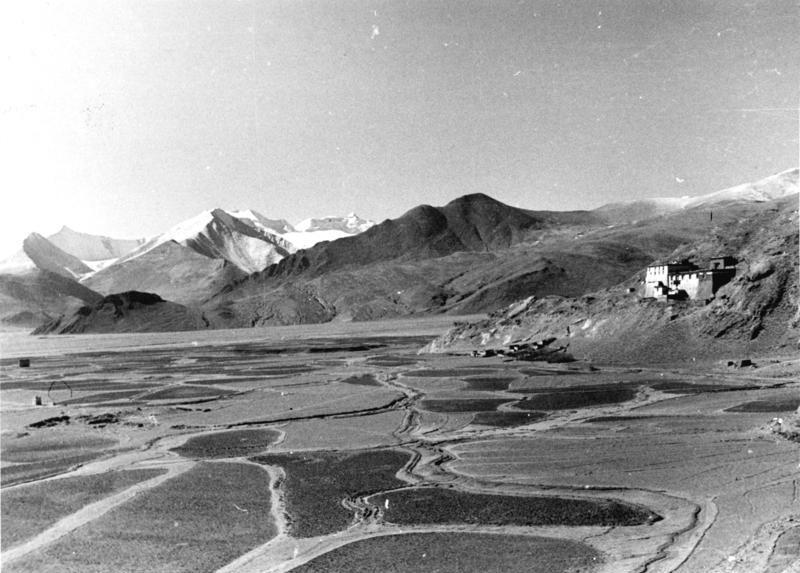
Fort et village de Nagartsé, 1938

Le dzong de Nagartsé (tibétain : སྣ་དཀར་རྩེ་རྫོང་། ; Wylie : snga dkar rtse rdzong) est un fort du Tibet.
Le fort a été photographié en 1936 par Hugh E. Richardson. Il est situé sur la route entre Gyantsé et Lhassa, au nord du Yamdrok-Tso. Le fort servait de résidence au dzongpon, le gouverneur du district, et de centre administratif de la région.
Le dzong de Nagartsé dresse actuellement ses ruines sur une crête dominant la ville. Au sud du fort, un monastère surplombe un arrêt routier.
La ville de Nagartsé (ou Nagarzê) est à 154 km au sud-ouest de Lhassa et à 100 km à l'est de Gyantsé.
Selon Victor Chan, Nagartsé était le siège d'un petit état féodal, rendu célèbre par sa princesse qui donna naissance, en 1617, au 5e dalaï-lama.